# بازسازی (فیلم ۱۹۶۸)
بازسازی (رومانیایی: Reconstituirea) یک فیلم تراژیکمدی سیاه‌وسفید رومانیایی به کارگردانی لوچیان پینتیلیه است که در سال ۱۹۶۸ منتشر شد.

## بازیگران
- جورجه کنستانتین
- جورجه میهائیتسا
- ولادیمیر گیتان
- ارنست مافتی
- امیل بوتا
- ایلئانا پوپوویچ